# Invasion de Ryūkyū
 (mai 2019).
Si vous disposez d'ouvrages ou d'articles de référence ou si vous connaissez des sites web de qualité traitant du thème abordé ici, merci de compléter l'article en donnant les références utiles à sa vérifiabilité et en les liant à la section « Notes et références ».
L'invasion de Ryūkyū (琉球侵攻, Ryūkyū shinkō) ou conquête de Ryūkyū (琉球征伐, Ryūkyū seibatsu) par les forces du domaine féodal japonais de la province de Satsuma a eu lieu en 1609 et a marqué le commencement du royaume de Ryūkyū en tant qu'État vassal du clan Satsuma.

Carte du royaume de Ryūkyū.

L'invasion elle-même n'a impliqué que peu de pertes car Ryūkyū ne possédait pas de force militaire digne de ce nom, et ses habitants reçurent de leur roi l'ordre de se rendre afin d'épargner au royaume un carnage tout à fait inutile.
Depuis cette date, les Ryükyü, amputées de toutes les îles au nord d'Okinawa, se retrouvent intégrées à un double ordre géopolitique: le système tributaire chinois (sakuhô taisei) et le régime du shôgunat et des fiefs japonais (bakuhan taiseiie). Ryūkyū permit ainsi aux seigneurs de la province de Satsuma de s'enrichir grâce au commerce avec la Chine.
Le royaume ne fut formellement annexé par le Japon qu'en 1879.